# Júlio César Leal
Júlio César Leal Junior (* 13. April 1951 in Itajubá) ist ein ehemaliger brasilianischer Fußballtrainer.

## Karriere
1983 wurde Leal beim Erstligisten CR Vasco da Gama als Trainer eingestellt. Von 1985 bis 1987 trainierte er bei Fußballnationalmannschaft der Vereinigten Arabischen Emirate. Im 1991 wurde er dann Trainer der brasilianischen U20-Nationalmannschaft und gewann mit er die Junioren-Fußballweltmeisterschaft 1993. Leal trainierte später etliche Vereine, dabei so namhafte wie Fluminense FC, Sport Recife, Coritiba FC und CR Flamengo.